# Brussels Royal IHSC
Brussels Royal IHSC was een Belgische ijshockeyclub uit Brussel.

## Geschiedenis
De club werd in 1909 opgericht onder de naam Brussels Ice Hockey Club (B.I.H.C.) en nam deel aan het eerste Belgische kampioenschap (1911-'12), waarbij onmiddellijk de landstitel werd behaald. Het daaropvolgende seizoen werd eveneens de titel behaald. In 1922 behaalde de club onder de naam Saint-Sauveur Ice Hockey Club een derde titel. Het volgende seizoen speelde de club terug onder de oorspronkelijke benaming.
In 1948 werd de club herdoopt in Entente Saint-Sauveur de Bruxelles, om in 1954 opnieuw haar oude naam aan te nemen. In 1966 werd de club opnieuw herdoopt in Brussels Ice Hockey and Skating Club Poseidon en vanaf 1970 werd er opnieuw aangetreden onder de naam Brussels Royal IHSC. In deze periode werd ijsbaan Vorst Nationaal de nieuwe thuisbasis. In het seizoen 1971-'72 trad de club aan in de Nederlandse eredivisie en in de periode 1972-'77 werd er deelgenomen aan de Beker van Nederland.
In 2008 hield de club op te bestaan, in totaal werden ze vierentwintig maal landskampioen.

## Palmares
- Landskampioen[10]: 1912, 1913, 1922, 1923, 1938, 1940, 1941, 1942, 1943, 1944, 1945, 1947, 1948, 1951, 1962, 1968, 1970, 1971, 1975, 1976, 1977, 1978, 1980 en 1982.

## Bekende (ex-)spelers
- Freddy Charlier
- Fernand de Blommaert
- Pierre Delbecque
- Henri Heirman
- Robert Moris
- Luc Tardif
- Henry Van den Bulcke
- Alain Zwikel